# سوتا هیگاشیده
سوتا هیگاشیده (ژاپنی: 東出 壮太؛ زادهٔ ۲۴ اوت ۱۹۹۸) یک بازیکن فوتبال اهل ژاپن است.
از باشگاه‌هایی که در آن بازی کرده‌است می‌توان به باشگاه فوتبال رواسو کوماموتو اشاره کرد.